# Dick Christy
Richard Joseph Christy (Filadelfia, 24 de noviembre de 1935 - Chester, 8 de julio de 1966) fue un jugador de fútbol americano universitario y profesional.

## Biografía
En St. James High School, Christy fue nombrado dos veces al primer equipo All-Scholastic por el Philadelphia Bulletin (1952 y 1953). También llevó a St. James al Campeonato de Fútbol de la ciudad de Filadelfia en 1953. Fue un corredor estrella en la Universidad Estatal de Carolina del Norte (NC State) de 1955 a 1957, llevándolos al campeonato de la Conferencia de la Costa Atlántica de 1957 en su último año. Con el título de liga en juego en el final de la temporada, Dick Christy anotó los 29 puntos en una victoria por 29-26 sobre la Universidad de Carolina del Sur para asegurar el campeonato para su Wolfpack. Christy anotó los dramáticos puntos de la victoria con un gol de campo en la última jugada del partido. Fue honrado como el Jugador del Año de la ACC de 1957 en fútbol y como el Atleta del Año de la ACC de 1957–58 en todos los deportes. Su camiseta número 40 fue retirada en 1997 por la Universidad Estatal de Carolina del Norte.
Christy fue seleccionado en la tercera ronda del Draft de la NFL de 1958 (27° en general) por los Green Bay Packers. Cojeando en el juego College All-Star a mediados de agosto, fue cambiado a los Pittsburgh Steelers antes del comienzo de la temporada. Más tarde jugó en la nueva American Football League. Christy fue un All-Star de la AFL para los New York Titans en 1962, rebautizados como Jets en 1963. Fue cortado por los Jets en septiembre de 1964. En marzo de 1966, Christy se convirtió en el primer fichaje de los Wilmington Clippers de la Atlantic Coast Football League.
Falleció en un accidente automovilístico en 1966 a los 30 años en Chester, Pensilvania. Fue incluido en el equipo de fútbol ACC Silver Anniversary en 1978. El premio Dick Christy fue creado por la Universidad Estatal de Carolina del Norte para honrar a los jugadores más valiosos del equipo de fútbol en los juegos contra Carolina del Sur. En 2016, Christy fue incluido en el Salón de la Fama Atlética del Estado de Carolina del Norte.